# Engelbrektsätten
Engelbrektsätten är ett nutida konventionellt namn på en svensk-tysk medeltida lågfrälsesläkt känd genom rikshövitsmannen Engelbrekt Engelbrektsson och frihetskriget under mitten av 1400-talet som idag kallas Engelbrektsupproret.

## Historia
Namnskicket Engelbrekt och Englika inom släkten visar att denna ursprungligen var tysk, men ingenting tyder på att dess äldsta medlemmar tillhörde frälset. Däremot var den först kände Engelbrekt gårdsägare i Västerås, och det framgår att släkten sannolikt var en borgaresläkt. Senast vid 1300-talets mitt hade den emellertid hunnit bli bofast och acklimatiserad i Sverige, närmare bestämt i Västmanland (Västerås) och i dalabergslagen, och Engelbrekt själv var genuint svensk. 
Vapen och namnskick uppvisar viss likhet med danska ätten Bydelsbach eller Bydelsbak, känd bland annat genom Engelbrecht Albrechtsen Bydelsbak af Torbenfeld som 1443-1492 var ägare till godset Torbenfeldt och förde en delad sköld, undre delen med rätt fält, och med två röda liljor i det övre vita fältet (se vänster).   Dessa i Danmark och Sverige invandrade tyska släkter förde ofta adliga sköldemärken. Om Engelbrekts släkt från början gjort det är ej känt. Hans fader förde emellertid ett adligt vapen med liljor.
Vapen: Ättens medlemmar förde olika varianter med en eller flera hela eller halva liljor: Engelbrekt Englikoson förde en kluven sköld med en halv lilja i höger fält och örnvinge i det vänstra. Den förmodligen äldre sonen, Nils Engelbrektsson förde  två liljor i styckad sköld, medan Engelbrekt Engelbrektsson förde tre halva liljor, ställda triangelvis,. Genom kungligt brev 4 augusti 1949 erhöll Norbergs socken rätt att i sitt vapen föra Engelbrekt Engelbrektssons vapenbild.

## Engelbrekt den äldre
Släktens äldste kände stamfader bar namnet Engelbrekt, samma namn som sin berömde ättling, Engelbrekt Engelbrektsson. Han var rikshövitsmannens farfars far. Omtalad i brev 23 juli 1392 och då tydligen avliden, är han att identifiera med den Engelbrecht i Noraberg. som 25 januari 1367 på landsting i Västerås bevittnade ett par fastehandlingar. Både av kronologiska och av andra skäl är det nämligen alldeles osannolikt, att denne Engelbrekt i Norberg, såsom hittills vanligen antagits, skulle vara identisk med rikshövitsmannens nedannämnde fader Engelbrekt Englikoson. Vad vi i övrigt veta om honom inskränker sig till att han ägde en tomt i Västerås. Han företer alltså den under medeltiden icke ovanliga kombinationen av Västeråsborgare och bergsman; ty att redan han idkat gruvdrift i Norbergs järnbergslag får med säkerhet anses framgå av det till hans namn fogade ortnamnet Norberg.

## Englika Engelbrektsson
Den förste Engelbrekts son, Englika, skymtar i ett brev 20 januari 1371, där det heter, att en Englighe vid en tidpunkt, som ligger minst sex år före brevets datum, till annan person – som bot för en förolämpning han tillfogat vederbörande hade överlåtit en skog i Djupnäs i Västervåla socken av Norrbo härad, nära Norberg. Att vi här ha att göra med rikshövitsmannens så benämnde farfader kan knappast vara tvivelaktigt. Följaktligen torde även Englika ha idkat bergsbruk vid Norberg. Men han har troligen dött tidigt, före sin fader. Ty den förste Engelbrekts tomt i Västerås synes enligt 1392 års brev direkt ha övergått till dennes sonson Engelbrekt Englikoson, alltså utan att någonsin ha tillhört det mellanliggande släktledet.

## Engelbrekt Englikoson
Engelbrekt Englikoson nämns i livstiden blott i detta brev från 1392. Han uppträder då – brevet är utfärdat i Västerås – som frälseman och för adligt vapen: kluven sköld under hjälm med en halv lilja i högra fältet och en vinge i det vänstra. Genom brevet bortbyter han den från farfadern ärvda tomten i Västerås mot en rätt stor jordlott i Uppsala i Tillberga socken av Siende härad (nordöst om Västerås). Han var död på hösten 1399, då en del västmanländska fastigheter, nämligen åtta örtugland i Västansjö i Västervåla socken och den 1392 förvärvade egendomen i Uppsala ävensom jordlotter i Tjurbo och Snevringe härader, vid drottning Margaretas räfst fråntogos hans arvingar och dömdes under skatt igen. Vid det tillfället namnes också Englikobyggning (nuvarande Ängelsberg) i Västervåla socken; man har, troligen med rätta, antagit, att denna bergslagsgård fått namn efter hans fader Englika och att den är identisk med en gård »Englige», som också namnes i det ovannämnda brevet från 1371.
Ingenting är med visshet känt om Engelbrekt Englikosons gifte. Men eftersom dennes (förmodligen äldre?) son Nils Engelbrektsson på 1420-talet ägde arvejord i Stenkvista socken, Österrekarne härad, ligger den förmodan nära till hands, att Engelbrekt Englikoson hämtat sin hustru från den trakten. Gottfrid Carlsson anför att en dotter till Nils Petersson i Sövsta (Sövstaätten) kan ha varit gift med Engelbrekt Engelbrektsson.

## Engelbrekt Engelbrektsson

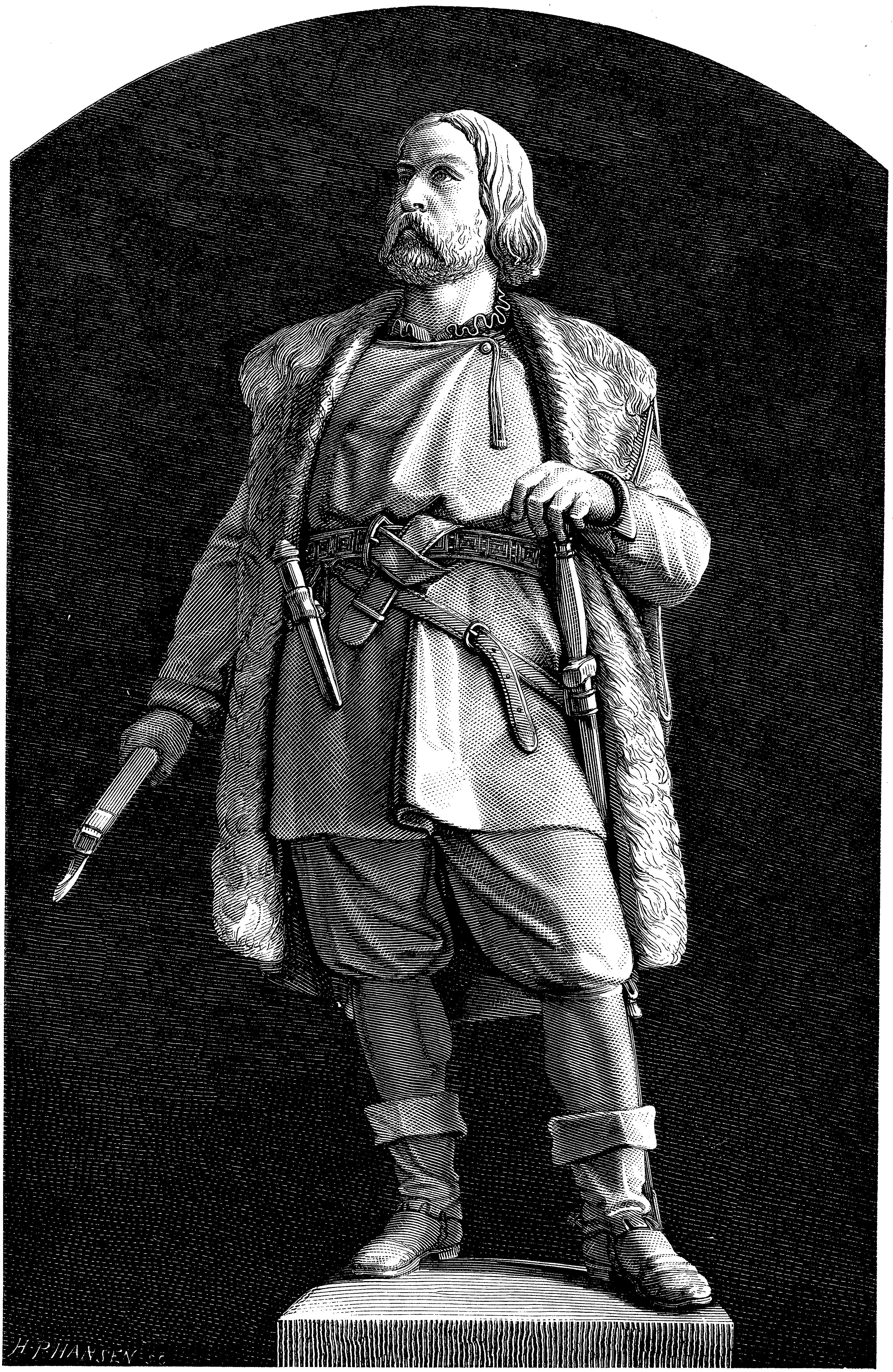
Modell till statyn över Engelbrekt Engelbrektsson i Örebro, från Svensk Familj-Journalen.

De kunskaper om administration och de militära färdigheter som Engelbrekt uppvisade tyder på att han skaffat sig erfarenheter som yrkesmilitär, sannolikt under Erik av Pommerns fälttåg mot tyska fiender. 1426 uppträder Engelbrekt i källorna när hans bror Nils Engelbrektsson sålde mark i Kolunda i Stenkvista socken till Eskilstuna kloster.

### Engelbrektsupproret
Ett knappt decennium senare blev Engelbrekt Engelbrektsson ledare för det då utbrutna uppror som senare skulle kallas Engelbrektsupproret. Upproret utspelas mot bakgrund av Kalmarunionen under Eriks av Pommern styre. I senare historieskrivning skulle Engelbrekt ställas mot kungens fogde i Västerås, Jösse Eriksson, vilken får bära skulden för den nöd som bergslagsmännen fick lida under hans styre. Engelbrekt fick deras uppdrag att för kungen i Köpenhamn framlägga saken men insåg efterhand att saken inte kunde vinnas utan strid. 1433 utsåg dalkarlarna Engelbrekt till hövitsman och samma år drog Engelbrekt i spetsen för ett uppbåd mot Västerås. Upproret lade sig efter att ett antal rådsherrar vädjat om fred, och hela historien upprepades sedan under våren året därpå.
Engelbrekt och de som stödde honom förefaller åter ha förlorat hoppet om en fredlig väg till förbättring under försommaren 1434 och vid midsommar påbörjades ett regelrätt uppror, i eftervärldens historieskrivning kallat frihetskrig. På bara tre månader tog Engelbrekt kontroll över i stort sett hela Sverige. Svenska rådets ledamöter anslöt sig till upproret och kung Erik förklarades avsatt.
När hans då så mäktige broder Engelbrekt under sitt fälttåg och 1434 års befrielsekrig genom de svenska bygderna betvang och löste till sig Örebro slott, blev Nils Engelbrektsson (omkring 1 september) av revolutionsledaren insatt som hövitsman på detta viktiga fäste.
Efter det att Engelbrekt i februari 1436, under sitt nya härnadståg genom Sverige, från Stockholm hade dragit söderut finna vi Nils den 12 mars i den svenska huvudstaden, som ett slags personlig kontrollant vid Stockholms slotts belägring, som då leddes av Karl Knutsson och Erik Puke.

## Nils Engelbrektsson

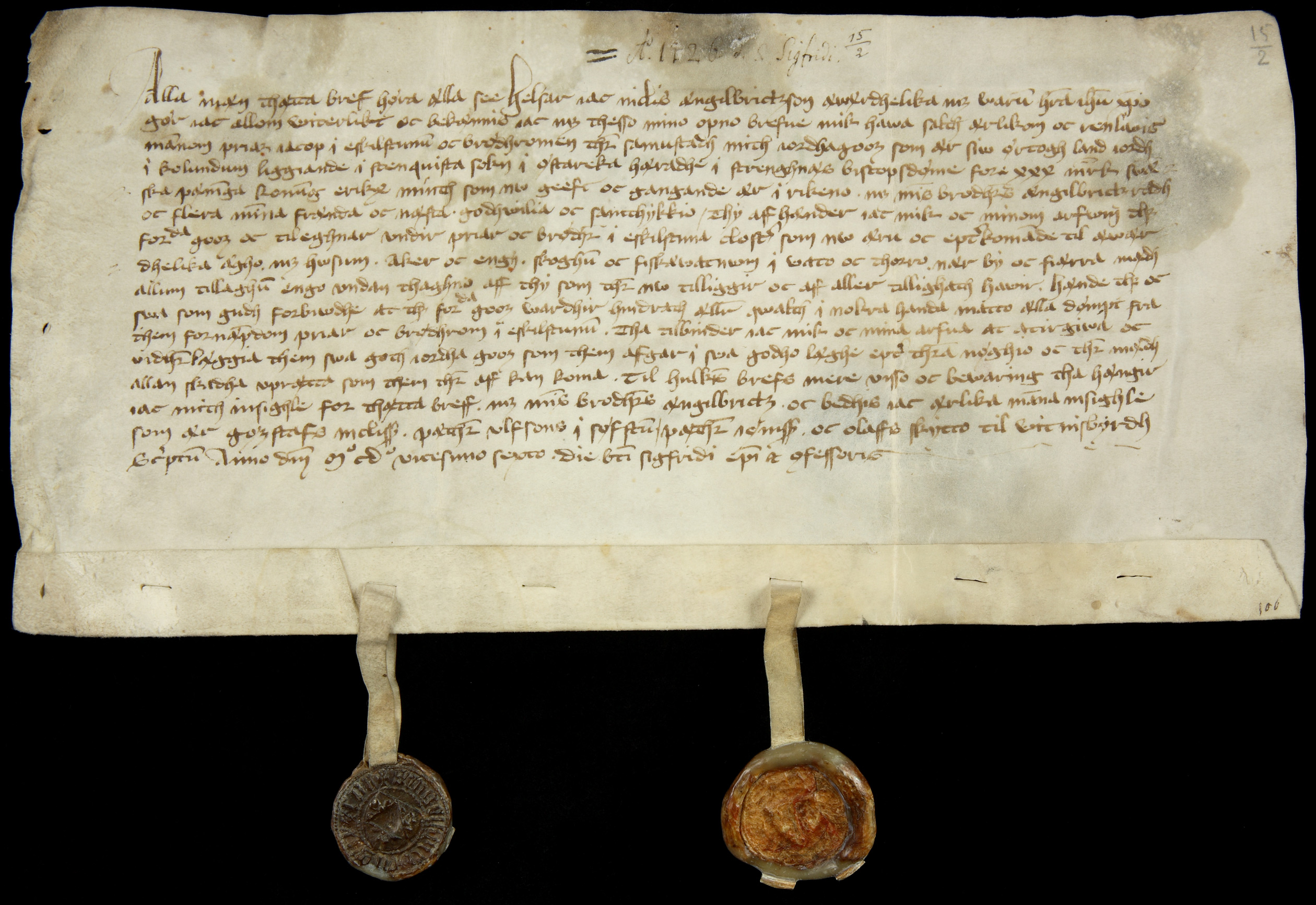
Nils Engelbrektsson säljer mark till prior Jakob i Eskilstuna kloster. Försäljningen sker med brodern Engelbrekts råd.

Nils Engelbrektssons öde kom att bli nära sammanflätat med den berömde broderns. Liksom denne nämns han första gången 15 februari 1426, då han »medh mins brodhers Ängilbrictz radh oc flera minna frända oc nästa [= släktingars] godhwilia oc samtykkio» till Eskilstuna kloster sålde sju örtugland i Kolunda i Stenkvista socken. Salubrevet beseglades, utom av honom själv, i första hand av brodern, varvid Nils eget sigill utvisade två liljor i styckad sköld utan hjälm, medan broderns företedde den vapenbild, som även på 1430-talet förblev revolutionshövdingens: tre halva liljor, ställda triangelvis, i sköld utan hjälm. Bägges vapen skilja sig sålunda inte bara sinsemellan utan också från faderns (se ovan), och detta tyder på att deras frälse var ungt; förmodligen hade Engelbrekt Englikoson varit den förste frälsemannen i ätten.
Den 15 oktober 1436, drygt fem månader efter Engelbrekt Engelbrektsson mördats vid Göksholm, var Nils Engelbrektsson häradshövding i Norrbo härad, i släktens gamla hembygd fram till senast 1433 när riddaren Nils Bosson (Natt och Dag) var häradshövding. Kanske hade Nils Engelbrektsson dött under mellantiden.
Nils Engelbrektssons skall ha varit gift med en dotter till Lars Petersson (lilja) i Ransta, och efterlämnade (minst) en dotter: Märta Nilsdotter, som 19 mars 1460 var gift med väpnaren Knut Pik, som tillhörde Pikätten. Deras son Folke Pik testamenterade 1488 Nordansjö gruvhytta i samma socken till prästbordet i Norberg.